# Rasová segregace
Rasová segregace je druh politické segregace spolu např. se segregací náboženskou nebo genderovou. Dochází k ní na bázi rasového, etnického nebo národního původu jedinců. V jejím rámci jsou osoby nuceny pobývat v určitém vyhrazeném prostoru nebo mají limitovaný přístup do veřejných institucí (např. škol). Rasová segregace poskytuje prostředky k získání ekonomických výhod nebo nadřazeného společenského postavení politicky dominantní skupiny. Příkladem může být oddělené vzdělávání, veřejná hromadná doprava, omezení přístupu do veřejných prostranství na určitou denní dobu atd. Kromě veřejného života může zasahovat i do soukromého života, kupříkladu ilegalizací uzavírání mezirasových sňatků. V krajních případech poté může nabývat formy fyzického násilí.
Podle Evropské komise proti rasismu a nesnášenlivosti při Radě Evropy je definována jako „akt, kterým osoba odděluje jiné osoby na základě rasy, barvy nebo etnického či národního původu“. Na rozdíl od separace je rasová segregace nedobrovolná. Může být vynucována právně, často je ale způsobována společenskými normami. 

## Formy segregace
V rámci segregace můžeme rozlišit několik forem, které Pierre van der Berghe rozpoznává ve spojitosti s apartheidem v Jihoafrické republice.

### Mikrosegregace
Pod pojmem mikrosegregace rozumíme rasově podmíněné oddělování veřejných prostor v každodenním životě (např. čekárny na nádražích, zdravotnická zařízení, veřejné toalety). V praxi docházelo k mikrosegregaci také na americkém Jihu, kde se odděloval prostor pro černé a bílé.

### Mezzosegregace
V rámci mezzosegregace dochází k nucenému rozdělení či přesídlení příslušníků diskriminované skupiny do různých oddělených městských nebo sídelních částí. Historicky je v evropském kontextu typickým projevem mezzosegregaci zakládání židovských ghett.

### Makrosegregace
Makrosegregace má podobu vyčleňování určitých národností jako celků do rezervací pro domorodce. V Jihoafrické republice byly zakládány samosprávné sídelní jednotky bantustany, které byly uměle osídlovány černošským obyvatelstvem. Jednalo se rezervace pod kontrolou ústřední vlády. Ve vládě ovšem ze zákona neběloši nesměli mít zastoupení, čili byly pod kontrolou politicky dominantní skupiny.

## Příklady rasové segregace ve světě

### Jihoafrická republika
V rámci politiky apartheidu docházelo od roku 1948 po zvolení Národní strany Jižní Afriky k zavádění legislativy, která umožňovala rasovou segregaci nebělošského obyvatelstva. Jedním z prvních zákonů byl tzv. Population Registration Act z roku 1950, který rozdělil obyvatele JAR do tří rasových skupin: „černí“, „bílí“ a „barevní“, přičemž poslední jmenovaná obsahovala několik rasových podskupin. Tyto skupiny byly uvedeny i v osobních dokladech. Dalším důležitým mezníkem byl zákon Group Areas Act z roku 1950, který jednotlivým rasovým skupinám přidělil odlišné regiony, ve kterých se mohli pohybovat. Lidé byli nuceni bydlet ve svých přidělených regionech a překročení hranic bez povolení bylo ilegální.
Od roku 1960 bylo nuceně přesídleno 3,5 milionů černochů. Již v 50. a 60. letech bylo na základě zákona přes 860 000 nebělošských obyvatel nuceno změnit místo pobytu. Černoši byli následně vystěhováni do tzv. bantustanů, umělých sídlišť, umístěných někdy až 20 kilometrů od nejbližší aglomerace. Ty byly sice prohlášeny nezávislými útvary s limitovanými pravomocemi, ale tato nezávislost byla pouze formální. Kromě toho v nich vznikaly problémy, spojené s jejich nedostatečnou kapacitou.  Existence těchto sídlišť je ukázkou tzv. tribalismu, což je zpátečnický projev mylné rasové národnostní politiky.
Roku 1968 byl navíc schválen zákon o oddělené reprezentaci voličů, který fakticky zbavil tzv. barevné občany politického zastoupení v parlamentu. Namísto dolní sněmovny tak volili do Zastupitelské rady barevných osob (Coloured persons representative council), která disponovala pouze velmi omezenou legislativní mocí. Tento systém byl později nahrazen v ústavě z roku 1983, která vedla k zavedení trojkomorového parlamentního systému v roce 1984. Ten byl i tak velmi nevyvážený, bělošská sněmovna měla o 48 poslanců více než obě minoritní komory dohromady.
Rostoucí nespokojenost obyvatel a zahraniční kritika donutily roku 1990 prezidenta Frederika Willema de Klerka zahájit vyjednávání o zrušení apartheidu s Africkým národním kongresem a dalšími organizacemi. Výsledkem pak byly demokratické volby roku 1994, ve kterých ANK zvítězila a prezidentem se stal Nelson Mandela. Tyto volby jsou pak považovány za faktický konec apartheidu. Formálně byl apartheid s konečnou platností zrušen novou ústavou z 8. května 1996.

### Spojené státy americké
Dlouhodobě rasově segregováni byli Afroameričané na jižním území USA. Ačkoliv třináctý dodatek ústavy postavil otrokářství mimo zákon, rasová segregace byla kodifikovaná tzv. Jim Crow laws, které platily na území bývalých Konfederovaných států amerických. Uzákoňovaly segregaci černochů ve školách, veřejných prostranstvích a veřejné dopravě.
Odpor k rasové segregaci se zdvihl po druhé světové válce. Afroameričané cítili, že si zaslouží díky roli, kterou sehráli na všech frontách válečného konfliktu, stejná práva a uznání. Proto v roce 1948 vydal prezident Harry S. Truman exekutivní nařízení rušící segregaci v ozbrojených složkách.
Důležitou osobností v boji za odstraňování rasové segregace a znevýhodňování byl Martin Luther King, který za to byl později oceněn Nobelovou cenou míru. Na rozdíl od Malcolma X prosazoval nenásilnou formu odporu. Ve svých projevech zdůrazňoval, že tyto protesty neustanou, dokud se nesplní základní požadavek – rovnoprávné občanství.
Veškeré formy rasové segregace byly postupně, mimo jiné kvůli sílícímu tlaku ze strany hnutí za lidská práva, prohlášeny Nejvyšším soudem za protiústavní (případy Brown vs. školní rada Topeky, Lovingovi vs. Virginie a další).

### Nacistické Německo
Za dob nacistického Německa vstoupily v platnost mnohé zákony přímo prosazující rasovou segregaci. Nejznámějšími, ne však jedinými, jsou Norimberské zákony – ústavní zákony vyhlášeny roku 1935 vyčleňující oficiální cestou Židy ze společnosti. „Zákon o říšském občanství“ rozděluje německé obyvatelstvo na říšské občany (Reichsbürger), což byli pouze Němci nebo osoby „příbuzné krve“, a na státní příslušníky (Staatsangehörige), tedy německé Židy, kteří tímto pozbyli veškerých politických práv.
Součástí Norimberských zákonů byl dále i „Zákon o ochraně německé krve a německé cti“, který zakazoval uzavírání sňatků a mimomanželský sexuální styk říšských občanů se Židy. S přibývajícími ustanoveními a početnými vyhláškami postupně Židé přišli i o svá občanská práva. Židovská část obyvatelstva měla například omezenou dobu k nakupování v árijských obchodech a do ostatních míst veřejného života (parků, kaváren, biografů apod.) jí byl přístup kompletně zakázán. Dále byli Židé vykázáni i z profesního života – vládním nařízením ze dne 4. července roku 1940 o právním postavení Židů ve veřejném životě byla stanovena kvóta židovských zaměstnanců ve veřejných institucích na 2 %. Tito zaměstnanci pak mohli zajišťovat služby výlučně a pouze pro židovské klienty. V únoru roku 1940 začalo první nucené přesidlování Židů do polských a francouzských ghett. Od září 1941 museli všichni Židé povinně nosit viditelně na oděvu žlutou hvězdu s nápisem „Jude“, o několik měsíců později ji museli mít i na dveřích bytu. Museli odevzdat teplé oblečení, dostali lístky jen na několik málo základních potravin a nesměli využívat veřejnou dopravu.